# Ernesto Maguengue
Ernesto Maguengue (ur. 2 sierpnia 1964 w Chidenguele) – mozambicki duchowny rzymskokatolicki, biskup Inhambane od 2022.

## Życiorys
Święcenia kapłańskie otrzymał 14 maja 1989 z rąk kardynała Alexandra José Marii dos Santosa i został inkardynowany do archidiecezji Maputo. Po święceniach rozpoczął pracę w sekretariacie diecezjalnym ds. duszpasterskich. W latach 1992-1998 odbywał studia doktoranckie w Rzymie. W 1999 wrócił do kraju i został wykładowcą w stołecznych seminariach (był także rektorem seminarium św. Piusa X).
24 czerwca 2004 został mianowany biskupem Pemby. Sakry biskupiej udzielił mu cztery miesiące później kard. Alexandre José Maria dos Santos, ówczesny metropopita Maputo. Uroczyste objęcie urzędu miało miejsce 14 listopada 2004. W latach 2009-2012 był sekretarzem generalnym Konferencji Episkopatu Mozambiku.
27 października 2012 zrezygnował z urzędu.
6 sierpnia 2014 otrzymał nominację na biskupa pomocniczego Nampuli oraz biskupa tytularnego Furnos Minor.
4 kwietnia 2022 papież Franciszek mianował go ordynariuszem diecezji Inhambane. Ingres odbył 29 maja 2022.